# Розо
Розо (енгл. Roseau) је главни град острвске државе Доминика. Према попису из 2001. има 14.847 становника. Средиште је острвске пољопривреде и туризма.

## Географија

### Клима
Пејзаж околине Розоа (углавном у његовој такозваној долини) укључује Узаврело језеро, 10,5 km (6,5 mi) источно, у Националном парку Морн Тројс Питонс, водопаде, термалне изворе и сликовите висоравни.
Морн Брус пружа панорамски поглед на већи део центра Розоа и север према дубоководној луци Вудбриџ залива и Фонд Колу. Са Морн Бруса се пружа поглед на Ботаничке баште у његовом подножју, као и на Карипско море које изгледа прилично спектакуларно када су бродови за крстарење у луци.
Розоова клима је тропска монсунска клима, са релативно константним температурама током целе године са просечним високим температурама углавном између 28—31 °C (82—88 °F) и просечним ниским температурама између 19 и 23 °C (66,2 и 73,4 °F). Падавине су уобичајене током целе године, са годишњим просеком у граду од скоро 1.800 mm or 70 in. Розо има приметно сувљи период од фебруара до априла, иако сваки од ових месеци у просеку има најмање 45 mm or 1,8 in кише.
| Клима Розоа (Кејнфилдски аеродром) 1982-2011 | Клима Розоа (Кејнфилдски аеродром) 1982-2011 | Клима Розоа (Кејнфилдски аеродром) 1982-2011 | Клима Розоа (Кејнфилдски аеродром) 1982-2011 | Клима Розоа (Кејнфилдски аеродром) 1982-2011 | Клима Розоа (Кејнфилдски аеродром) 1982-2011 | Клима Розоа (Кејнфилдски аеродром) 1982-2011 | Клима Розоа (Кејнфилдски аеродром) 1982-2011 | Клима Розоа (Кејнфилдски аеродром) 1982-2011 | Клима Розоа (Кејнфилдски аеродром) 1982-2011 | Клима Розоа (Кејнфилдски аеродром) 1982-2011 | Клима Розоа (Кејнфилдски аеродром) 1982-2011 | Клима Розоа (Кејнфилдски аеродром) 1982-2011 | Клима Розоа (Кејнфилдски аеродром) 1982-2011 |
| Показатељ \ Месец                            | .Јан.                                        | .Феб.                                        | .Мар.                                        | .Апр.                                        | .Мај.                                        | .Јун.                                        | .Јул.                                        | .Авг.                                        | .Сеп.                                        | .Окт.                                        | .Нов.                                        | .Дец.                                        | .Год.                                        |
| -------------------------------------------- | -------------------------------------------- | -------------------------------------------- | -------------------------------------------- | -------------------------------------------- | -------------------------------------------- | -------------------------------------------- | -------------------------------------------- | -------------------------------------------- | -------------------------------------------- | -------------------------------------------- | -------------------------------------------- | -------------------------------------------- | -------------------------------------------- |
| Апсолутни максимум, °C (°F)                  | 33 (91)                                      | 34 (93)                                      | 36 (97)                                      | 36 (97)                                      | 36 (97)                                      | 36 (97)                                      | 35 (95)                                      | 35 (95)                                      | 36,3 (97,3)                                  | 37 (99)                                      | 35 (95)                                      | 34 (93)                                      | 37 (99)                                      |
| Максимум, °C (°F)                            | 29,5 (85,1)                                  | 29,5 (85,1)                                  | 30,1 (86,2)                                  | 30,9 (87,6)                                  | 31,8 (89,2)                                  | 31,8 (89,2)                                  | 31,5 (88,7)                                  | 31,8 (89,2)                                  | 31,7 (89,1)                                  | 31,5 (88,7)                                  | 31,1 (88)                                    | 30,2 (86,4)                                  | 30,95 (87,71)                                |
| Просек, °C (°F)                              | 25,7 (78,3)                                  | 25,6 (78,1)                                  | 26,1 (79)                                    | 26,9 (80,4)                                  | 27,8 (82)                                    | 28,1 (82,6)                                  | 28,0 (82,4)                                  | 28,0 (82,4)                                  | 27,9 (82,2)                                  | 27,6 (81,7)                                  | 27,1 (80,8)                                  | 26,2 (79,2)                                  | 27,08 (80,76)                                |
| Минимум, °C (°F)                             | 21,8 (71,2)                                  | 21,6 (70,9)                                  | 22,0 (71,6)                                  | 22,9 (73,2)                                  | 23,9 (75)                                    | 24,5 (76,1)                                  | 24,5 (76,1)                                  | 24,2 (75,6)                                  | 23,9 (75)                                    | 23,7 (74,7)                                  | 23,2 (73,8)                                  | 22,3 (72,1)                                  | 23,21 (73,78)                                |
| Апсолутни минимум, °C (°F)                   | 16 (61)                                      | 17 (63)                                      | 17 (63)                                      | 18 (64)                                      | 19 (66)                                      | 20 (68)                                      | 21 (70)                                      | 21 (70)                                      | 20 (68)                                      | 18 (64)                                      | 18 (64)                                      | 17 (63)                                      | 16 (61)                                      |
| Количина кише, mm (in)                       | 108,3 (4,264)                                | 62,1 (2,445)                                 | 49,0 (1,929)                                 | 54,8 (2,157)                                 | 92,0 (3,622)                                 | 159,5 (6,28)                                 | 251,4 (9,898)                                | 244,3 (9,618)                                | 253,7 (9,988)                                | 188,2 (7,409)                                | 194,2 (7,646)                                | 102,2 (4,024)                                | 1.759,7 (69,28)                              |
| Релативна влажност, %                        | 71                                           | 68                                           | 65                                           | 64                                           | 64                                           | 67                                           | 72                                           | 73                                           | 71                                           | 73                                           | 74                                           | 72                                           | 70                                           |
| Сунчани сати — месечни просек                | 198,9                                        | 200,6                                        | 227,3                                        | 244,9                                        | 243,2                                        | 227,7                                        | 231,2                                        | 240,4                                        | 212,2                                        | 219,5                                        | 194,0                                        | 189,5                                        | 2.629,4                                      |
| Извор #1: Dominica Meteorological Services   |                                              |                                              |                                              |                                              |                                              |                                              |                                              |                                              |                                              |                                              |                                              |                                              |                                              |
| Извор #2: NOAA (sun 1961–1990), BBC Weather  |                                              |                                              |                                              |                                              |                                              |                                              |                                              |                                              |                                              |                                              |                                              |                                              |                                              |

## Историја
Град Розо лежи на алувијалној лепези која је формирана пре више стотина година док је река Розо вијугала преко подручја од онога што је сада познато као Њутаун до њене садашње локације. Током последњих 2.000 година, Индијанци који су мигрирали кроз острва населили су ово подручје привучени оближњом реком. Доласком Европљана у 16. и 17. веку, мало насеље су основали Французи који су, у својој традицији давања имена места по ономе што су тамо затекли, користили своје име за речну трску која је расла дуж обала. Направљен је план за насеље који је одражавао примере у Француској, где су се улице протезале од централне тачке – данашње Старе пијаце – и шириле се на остатак насеља.
Између Француза и Британаца се око тог подручја је у неколико наврата беснео сукоб. Британци су задобили упориште. До краја 18. и раног 19. века, они су поставили планове за град, који су укључивали утврђења и владине структуре, систем уличних мрежа, блокове и нове урбане области на северу и југу, данас познате као Потерове виле и Њутаун. Гудвил је основан током 1950-их, а Бат Истејт раних током 1980-их. Од тада је неколико нових полуурбаних насеља – као што су Сток фарм, Кастл комфорт и Вол хаус – изграђени око постојећих. Нека старија насеља као што су Фонд Кол и Кејнфилд данас припадају полуурбаном подручју око Розоа.
Француски утицај се и данас може видети у архитектури града и кривим улицама које се протежу од Старе пијаце. Примери енглеског утицаја су очигледни у архитектури и називима улица.

## Становништво
| Година       |
| Становништво |
| ------------ |

## Галерија слика
- Занатлија у Розоу
- Катедрала Розоа[16][17][18]
- Розо ујутру
- Розо ујутру